# Џанг Јиминг
Џанг Јиминг (кин: 张一鸣; Лунгјен, 1. април 1983) кинески је предузетник и филантроп. Један је од оснивача предузећа ByteDance, који је покренуо платформу Douyin/TikTok. Сматра се једним од најбогатијих људи на свету.

## Биографија
Рођен је 1. априла 1983. у Лунгјену. Родитељи су му били државни службеници, а он јединац. Године 2001. започео је студије на Универзитету Нанкај. Године 2005. дипломирао је рачунарски инжењеринг. Током студија је упознао своју будућу супругу.